# Gabriel Déjean
Gabriel Victor Marie Déjean (* 8. November 1875 in Bordeaux; † 20. Jahrhundert) war ein französischer Turner.

## Leben
Gabriel Déjean turnte für die Société de Gymnastique de Longchamps aus Bordeaux. Er belegte bei den Olympischen Spielen 1900 in Paris im Einzelmehrkampf den 74. Platz.